# كامل المر
كامل المر لاعب كرة قدم سعودي. كان يلعب لنادي الوحدة فرسان مكة ثم انتقل لنادي الاهلي بـ7 مليون ريال سعودي يتعبر من ابرز لاعبيين الاهلي حاليا عقده مع الاهلي بثلاث سنوات وانتقل بعدها إلى النصر عام 2013 وانتقل من النصر إلى نادي التعاون في عام 2015 ولعب مع التعاون لمدة موسم وانتقل بعدها في عام 2016 إلى الوحدة ووقع مع نادي جدة عام 2018 ووقع مع نادي الأنصار في عام 2019 ووقع مع نادي الانتصار مطلع عام 2020.

## روابط خارجية
- كامل المر على موقع ناشيونال فوتبول تيمز (الإنجليزية)
- كامل المر على موقع كووورة